# ADRA2B
ADRA2B (англ. Adrenoceptor alpha 2B) – білок, який кодується однойменним геном, розташованим у людей на короткому плечі 2-ї хромосоми.  Довжина поліпептидного ланцюга білка становить 450 амінокислот, а молекулярна маса — 49 954.
| 10         |  | 20         |  | 30         |  | 40         |  | 50         |
| ---------- |  | ---------- |  | ---------- |  | ---------- |  | ---------- |
| MDHQDPYSVQ |  | ATAAIAAAIT |  | FLILFTIFGN |  | ALVILAVLTS |  | RSLRAPQNLF |
| LVSLAAADIL |  | VATLIIPFSL |  | ANELLGYWYF |  | RRTWCEVYLA |  | LDVLFCTSSI |
| VHLCAISLDR |  | YWAVSRALEY |  | NSKRTPRRIK |  | CIILTVWLIA |  | AVISLPPLIY |
| KGDQGPQPRG |  | RPQCKLNQEA |  | WYILASSIGS |  | FFAPCLIMIL |  | VYLRIYLIAK |
| RSNRRGPRAK |  | GGPGQGESKQ |  | PRPDHGGALA |  | SAKLPALASV |  | ASAREVNGHS |
| KSTGEKEEGE |  | TPEDTGTRAL |  | PPSWAALPNS |  | GQGQKEGVCG |  | ASPEDEAEEE |
| EEEEEEEEEC |  | EPQAVPVSPA |  | SACSPPLQQP |  | QGSRVLATLR |  | GQVLLGRGVG |
| AIGGQWWRRR |  | AQLTREKRFT |  | FVLAVVIGVF |  | VLCWFPFFFS |  | YSLGAICPKH |
| CKVPHGLFQF |  | FFWIGYCNSS |  | LNPVIYTIFN |  | QDFRRAFRRI |  | LCRPWTQTAW |
|            |  |            |  |            |  |            |  |            |

A: Аланін

C: Цистеїн

D: Аспарагінова кислота

E: Глутамінова кислота

F: Фенілаланін

G: Гліцин

H: Гістидин

I: Ізолейцин

K: Лізин

L: Лейцин

M: Метіонін

N: Аспарагін

P: Пролін

Q: Глутамін

R: Аргінін

S: Серин

T: Треонін

V: Валін

W: Триптофан

Кодований геном білок за функціями належить до рецепторів, g-білокспряжених рецепторів, білків внутрішньоклітинного сигналінгу. 
Задіяний у такому біологічному процесі як поліморфізм. 
Локалізований у клітинній мембрані, мембрані.